# Werner Kreipe
Werner Kreipe (Hannover, 12 aprile 1904 – Badenweiler, 7 settembre 1967) è stato un generale tedesco capo dell'Oberkommando der Luftwaffe per un breve periodo nel 1944.

## Biografia
Kreipe entrò nella Luftwaffe nel 1934 e ricoprì vari incarichi fino all'inverno 1939-40, quando fu selezionato per un ruolo sul campo e in quella occasione entrò nella Kampfgeschwader 2 ottenendo il comando del terzo gruppo di tale unità partecipando alla Campagna di Francia e all'Invasione del Belgio. Nel giugno 1940 ritornò ad occuparsi di faccende amministrative venendo promosso a capo dello staff del 1.fliegerkorps mentre nel 1942 fu promosso al grado di General der Flieger.
Nel periodo agosto-settembre 1944 fu a capo dell'Oberkommando der Luftwaffe, quando Hermann Göring, insoddisfatto dei suoi risultati, lo sollevò dal comando. Adolf Hitler propose di sostituirlo con il generale Robert Ritter von Greim ma quest'ultimo rifiutò l'incarico per l'impossibilità di risollevare le sorti dell'ormai compromessa Luftwaffe. Göring, licenziato Kreipe, lo sostituì dal 19 settembre 1944 con il generale Karl Koller, ma neanche Koller riuscì a far riconquistare alla Luftwaffe la superiorità aerea sui cieli d'Europa e per questo anch'egli fu licenziato dal suo incarico.
Nel gennaio 1945 Kreipe organizzò lo sforzo logistico della Luftwaffe per la massiccia Operazione Bodenplatte. Kreipe continuò ad occupare posizione nello staff fino a quando si arrese agli alleati occidentali nel maggio 1945.
Nel 1956 pubblicò un libro a riguardo della guerra dal titolo "Sei decisive battaglie della seconda guerra mondiale dal punto di vista degli sconfitti".